# 윤준 (법조인)
윤준(尹駿, 1961년~)은 제38대 광주고등법원장이다. 본관은 해남이며, 윤관 제12대 대법원장의 아들이다.

## 학력
- 대성고등학교 졸업
- 고려대학교 법학 학사

## 생애
1961년 전라남도 해남군에서 태어난 윤준은 서울 대성고등학교와 고려대학교 법학과를 졸업하고 1984년 제26회 사법시험에 합격했다. 16기 사법연수원을 수료하고 판사에 임용되었다.

## 경력
- 1990년 춘천지방법원 강릉지원 판사
- 대법원 재판연구관
- 광주지방법원 순천지원 부장판사
- 2003년 사법연수원 교수
- 2006년 2월 서울중앙지방법원 부장판사
- 2009년 2월 서울남부지방법원 수석부장판사
- 2010년 2월 ~ 2011년 2월 대전고등법원 부장판사
- 2011년 2월 서울고등법원 부장판사
- 2011년 2월 ~ 2013년 2월 대법원장 비서실장
- 2014년 2월 ~ 2016년 2월 서울중앙지방법원 파산수석부장판사
- 2016년 2월 ~ 2018년 2월 서울고등법원 부장판사
- 2018년 2월 ~ 2020년 2월 수원지방법원 법원장
- 2020년 2월 ~ 2022년 2월 서울고등법원 부장판사
- 2022년 2월 ~ 2023년 2월 광주고등법원 법원장
- 2023년 2월 ~ 2025년 2월 서울고등법원 법원장
- 양형위원회 위원

## 주요 판결
- 서울고등법원 형사5부 재판장으로 재직하던 2016년 6월 16일에 마크 리퍼트 주한 미국대사를 습격한 김기종에 대해 "외교사절에게 칼로 공격한 행위는 대단히 위험해 무겁게 처벌해야 하지만 이는 살인미수죄로 처벌하면 족하지 국가보안법 위반 혐의로 처벌할 것은 아니다"면서 "김씨가 자신의 행위로 리퍼트 대사가 사망할 수 있다는 것을 인식하거나 예견할 수 있다고 본 원심의 판단은 적법하다"며 1심과 같은 징역 12년을 선고했다.[1] 9월 1일에 위계에 의한 공무집행방해와 외환거래법위반 혐의 등으로 기소된 유우성에게 "외국환거래법 위반죄에 대해 국민참여재판 배심원들이 인정한 검찰의 공소권 남용을 인정하면서 위계공무집행방해 혐의만 유죄로 인정해 벌금1000만원을 선고한 1심을 깨고, 벌금 700만원을 선고했다.[2] 9월 13일에 1997년 이태원 햄버거 가게 살인사건의 진범으로 지목돼 원심에서 징역 20년형을 선고받은 아서 패터슨에게 징역20년형을 선고했다.[3]

## 가족 관계
- 아버지: 윤관 (1935년 4월 1일 ~ 2022년 11월 14일)
- 어머니: 오현 (1936년 7월 10일 ~ )
- 형제동생: 윤영신, 윤영보, 윤영두
- 며느리: 김민정